# لاين ماثيوز
لاين ماثيوز (بالإنجليزية: Iain Matthews)‏ هو كاتب أغاني وعازف قيثارة بريطاني، ولد في 16 يونيو 1946 في Scunthorpe ‏ في المملكة المتحدة.

## وصلات خارجية
- الموقع الرسمي
- لاين ماثيوز على موقع IMDb (الإنجليزية)
- لاين ماثيوز على موقع ميوزك برينز (الإنجليزية)
- لاين ماثيوز على موقع أول ميوزيك (الإنجليزية)
- لاين ماثيوز على موقع أول ميوزيك (الإنجليزية)
- لاين ماثيوز على موقع ديسكوغز (الإنجليزية)